# Капувар
Капувар (мађ. Kapuvár) град је у Мађарској. Капувар је један од важнијих градова у оквиру жупаније Ђер-Мошон-Шопрон.
Капувар је имао 10.458 становника према подацима из 2009. године.

## Географија
Град Капувар се налази у западном делу Мађарске. Од престонице Будимпеште град је удаљен око 170 km западно. Град се налази у западном делу Панонске низије, близу Нежидерског језера. Надморска висина града је око 120 m.

## Становништво
По процени из 2017. у граду је живело 10.384 становника.
| 1990.  | 2001.  | 2011.  | 2017.  |
| ------ | ------ | ------ | ------ |
| 11.167 | 10.667 | 10.495 | 10.384 |

## Галерија
- Дворац у Капувару
- Градска Црква свете Ане
- Здање општине
- Споменик